# カワイルカ科
カワイルカ科（カワイルカか、Platanistidae）は、偶蹄目（鯨偶蹄目とする説もあり）に分類される科。別名ガンジスカワイルカ科。現生種ではガンジスカワイルカ属（Platanista）のみで本科を構成する。
2021年時点の研究ではガンジスカワイルカPlatanista gangeticaとインダスカワイルカP. minorの2種に分類されるが、インダスカワイルカをガンジスカワイルカの亜種とする分類を採用する例もある。1種とする分類においてもP. gangeticaの標準和名はガンジスカワイルカとなるが、便宜上以下の解説では狭義のガンジスカワイルカとインダスカワイルカの総称として別名であるインドカワイルカを用いる。

## 分布
ガンジスカワイルカはガンジス川だけでなく、インド、バングラデシュ、ネパール、ブータンを流れるブラマプトラ川、メグナ川、カルナプリー川、サング川に棲息する。インドのヴィクラマシーラ・ガンジスカワイルカ保護区や南バングラデシュのサング川における生息数は比較的多い。ネパールのガーグラー川にはごくわずかの個体（おそらく20頭程度）が棲息する。全生息数は不明であるが、少なくとも数百頭、おそらく数千頭規模だと考えられている。（「人間との関り」も参照）
インダスカワイルカは主にパキスタンのインダス川に棲息する。19世紀における生息域は現在よりも約5倍も広く、インダス川の支流であるサトレジ川、ラーヴィー川、チェナーブ川、ジェルム川にも生息していた。シンド州における生息数が最も多い。WWFパキスタンが行った2001年の調査によると、インダスカワイルカの全生息数はおよそ1,100頭に過ぎない。

## 形態

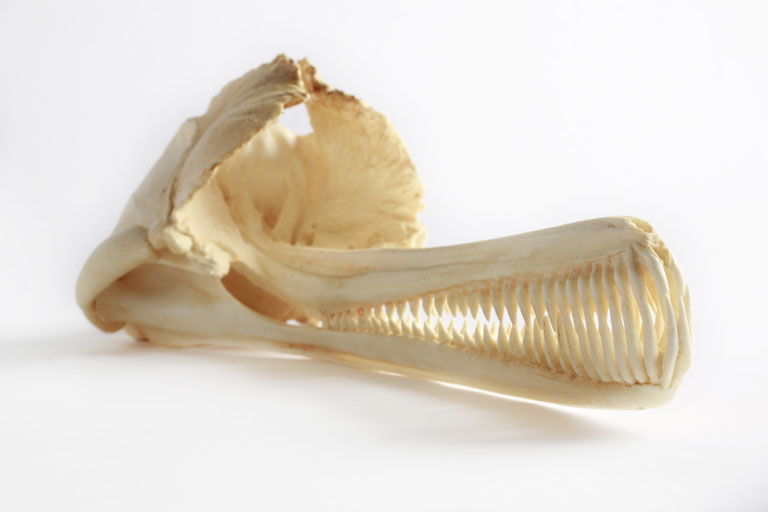
インダスカワイルカの頭骨

他のカワイルカと同じく長く尖った口吻を有する。口を閉じた状態でも、上下の顎の歯が露出している。口吻は先端の方が太い。眼には水晶体はなく、光の強さや方向がわかる程度で、ほぼ盲目に近い。移動や食物探索は反響定位（エコーロケーション）を用いて行う。褐色系の体色を有し、身体の中央部は大きい。背びれはなく、三角形の小さな隆起があるだけである。胸びれや尾びれは細く、体長と比較すると長い。体長は雄が2mから2.2m、雌が2.4mから2.6mである。

## 分類
かつてはアマゾンカワイルカ科・ラプラタカワイルカ科・ヨウスコウカワイルカ科とともにカワイルカ上科を構成する説もあったが、1980年代に本科を除くこれらのカワイルカ類はマイルカ上科と単系統群（マイルカ下目Delphinida）を形成すると考えられるようになった。
ガンジスカワイルカは1801年にDelphinus gangeticusとしてHeinrich Julius LebeckとWilliam Roxburghによって別々に記載されており、Roxburghに先取権があるとする説もあった。のちの研究により、Lebeckの記載が先行して発表されたことが確認されている。
ガンジスカワイルカP. gangeticaとインダスカワイルカP. minorの2種とする説がある。一方でこれらは外観では区別できず、内部形態でも個体単位では区別ができないとして1種にまとめ2亜種とする説もある。本属をガンジスカワイルカ1種とする分類での英名としてSouth Asian river dolphinやIndian river dolphinがあり、和名の別名としてインドカワイルカがある。
2021年に、頭骨・外部形態やミトコンドリアDNAハプロタイプの比較から地理的・生殖的隔離が進んでいるとして、2種とする説が提唱された。以下の分類は、Braulik et al. (2021) に従う。和名・英名・分布は、粕谷 (2000) に従う。
Platanista gangetica (Lebeck, 1801) ガンジスカワイルカ Ganges river dolphin, Susu
インド・ネパール・ブータンのガンジス川・ブラフマプトラ川水系、バングラデシュのカルナフリ川・サング川水系
Platanista minor Owen, 1853 インダスカワイルカ Indus river dolphin, Buhlaan
パキスタンのインダス川中流域

## 生態
寿命などは不明である。
川底近くに棲息するエビや小魚を食べる。現在では単独で行動する様子が観察されることが多いが、以前の個体数が多かった頃には群を成しての行動が観察されており、本来は数頭で群を成して行動するものと考えられている。

## 人間との関係
1975年のワシントン条約発効時からワシントン条約附属書Iに掲載され、1981年からはガンジスカワイルカ属単位でワシントン条約附属書Iに掲載されている。
2017年時点のIUCNでは、インダスカワイルカを亜種とする分類を採用している。
P. g. gangetica ガンジスカワイルカ
脂肪が漁業用の撒き餌とされることもあり、食用とされることもある。
堰堤建設による生息地の分断化、水質汚染、灌漑による水位低下、漁業による混獲、獲物の減少などにより生息数は減少している。
ENDANGERED (IUCN Red List Ver. 3.1 (2001))

P. g. minor インダスカワイルカ
19世紀まではインダス川の河口からヒマラヤの丘陵地帯にかけての広域に分布していた。1930年代から灌漑用のダム・堰堤建設により分布域が分断され、インダス川中流域の600キロメートルの堰堤で挟まれた区間にのみ分布するようになった。増水により上流の個体が堰を超えて下流に流されることがあり、堰に妨げられ上流に戻れなくなってしまうこともある。パキスタンでは法的に保護の対象とされているが、それ以前は食用や釣り餌用に狩猟されていた。一方で偶然に捕獲した場合でも処罰の対象となるため、混獲の状況解析や標本となる死骸の採集が難しく生活史の解明が困難となっている。農薬による中毒、灌漑による水位の低下、漁業による混獲などによる影響が懸念されている。
ENDANGERED (IUCN Red List Ver. 3.1 (2001))

両亜種とも、棲息流域の人間の行動による多大な悪影響を被ってきた。
個体数の壊滅的な減少の原因の一つは漁網による混獲である。脂や肉を塗り薬、性欲増進剤、ナマズの餌などとして使用するための捕獲は、現在でも行われている。灌漑が原因となって、生息域における水位の低下も発生している。工業排水に含まれる有害物質の排出や、農薬の河川への流出などによる水質悪化も個体数減少の原因となっている。個体数激減の最も大きな原因は、棲息流域に建設された50基以上のダムだろうと考えられている。ダムはカワイルカの生息域を完全に分断してしまう。繁殖に関る個体数が減ることにより遺伝子の攪拌が減少し、生物としての力の低下が起こってしまう。
インダスカワイルカについては、保護が適切であるならば棲息し続けることが可能であろうと考えられている集団は三つ存在する。